# Olympische Winterspiele 1968/Teilnehmer (Sowjetunion)
| Gelbes Symbol für Goldmedaillen mit stilisierten Olympischen Ringen | Graues Symbol für Silbermedaillen mit stilisierten Olympischen Ringen | Braundes Symbol für Bronzemedaillen mit stilisierten Olympischen Ringen |
| ------------------------------------------------------------------- | --------------------------------------------------------------------- | ----------------------------------------------------------------------- |
| 5                                                                   | 5                                                                     | 3                                                                       |

Die Sowjetunion nahm an den X. Olympischen Winterspielen 1968 im französischen Grenoble mit einer Delegation von 74 Athleten in acht Disziplinen teil, davon 54 Männer und 20 Frauen. Mit fünf Gold-, fünf Silber- und drei Bronzemedaillen war die Sowjetunion hinter Norwegen die zweiterfolgreichste Nation bei diesen Spielen.
Fahnenträger bei der Eröffnungsfeier war der Biathlet Wiktor Mamatow.

## Teilnehmer nach Sportarten

### Biathlon
- Wladimir Gundarzew
20 km Einzel: Bronze  (1:18:27,4 h)
4 × 7,5 km Staffel: Gold  (2:13:02,4 h)

- Wiktor Mamatow
20 km Einzel: 7. Platz (1:20:20,8 h)
4 × 7,5 km Staffel: Gold  (2:13:02,4 h)

- Nikolai Pusanow
20 km Einzel: 6. Platz (1:20:14,5 h)
4 × 7,5 km Staffel: Gold  (2:13:02,4 h)

- Alexander Tichonow
20 km Einzel: Silber  (1:14:40,4 h)
4 × 7,5 km Staffel: Gold  (2:13:02,4 h)

### Eishockey
Männer
| - Weniamin Alexandrow - Wiktor Blinow - Witali Dawydow - Anatoli Firsow - Anatoli Jonow - Wiktor Konowalenko - Wiktor Kuskin - Boris Majorow - Jewgeni Mischakow | - Juri Moissejew - Wiktor Polupanow - Alexander Ragulin - Igor Romischewski - Oleg Saizew - Jewgeni Simin - Wiktor Singer - Wjatscheslaw Starschinow - Wladimir Wikulow |

- Gold

### Eiskunstlauf
Männer
- Sergei Tschetweruchin
9. Platz (1737,0)

- Sergei Wolkow
18. Platz (1632,0)

Frauen
- Galina Grschibowskaja
16. Platz (1628,5)

- Jelena Schtscheglowa
12. Platz (1670,4)

Paare
- Tamara Moskwina & Alexei Mischin
5. Platz (300,3)

- Tatjana Schuk & Alexander Gorelik
Silber  (312,3)

- Ljudmila Beloussowa & Oleg Protopopow
Gold  (315,2)

### Eisschnelllauf
Männer
- Ants Antson
1500 m: 12. Platz (2:07,2 min)

- Jewgeni Grischin
500 m: 4. Platz (40,6 s)

- Waleri Kaplan
500 m: 21. Platz (41,6 s)
1500 m: 12. Platz (2:07,2 min)

- Alexander Kertschenko
1500 m: 11. Platz (2:07,1 min)

- Waleri Lawruschkin
5000 m: 10. Platz (7:37,9 min)
10.000 m: 9. Platz (15:54,8 min)

- Anatoli Lepjoschkin
500 m: 11. Platz (41,0 s)

- Anatoli Maschkow
5000 m: 14. Platz (7:41,9 min)
10.000 m: 16. Platz (16:22,1 min)

- Eduard Matussewitsch
1500 m: 8. Platz (2:06,1 min)

- Waleri Muratow
500 m: 18. Platz (41,4 s)

- Stanislaw Seljanin
5000 m: 11. Platz (7:38,5 min)
10.000 m: 10. Platz (15:56,4 min)

Frauen
- Irina Jegorowa
500 m: 9. Platz (46,9 s)
1000 m: 5. Platz (1:34,4 min)

- Lāsma Kauniste
1000 m: 11. Platz (1:35,3 min)
1500 m: 5. Platz (2:25,4 min)
3000 m: 12. Platz (5:16,0 min)

- Anna Sablina
3000 m: 8. Platz (5:12,5 min)

- Tatjana Sidorowa
500 m: 9. Platz (46,9 s)

- Lidija Skoblikowa
1500 m: 11. Platz (2:27,6 min)
3000 m: 6. Platz (5:08,0 min)

- Ljudmila Titowa
500 m: Gold  (46,1 s)
1000 m: Silber  (1:32,9 min)
1500 m: 7. Platz (2:26,8 min)

### Nordische Kombination
- Michail Artjuchow
Einzel (Normalschanze / 15 km): 19. Platz (391,90)

- Wjatscheslaw Drjagin
Einzel (Normalschanze / 15 km): 8. Platz (424,38)

- Tõnu Haljand
Einzel (Normalschanze / 15 km): 12. Platz (412,68)

- Robert Makara
Einzel (Normalschanze / 15 km): 7. Platz (426,92)

### Ski Alpin
Männer
- Wiktor Beljakow
Abfahrt: 40. Platz (2:09,32 min)
Riesenslalom: 46. Platz (3:49,27 min)
Slalom: im Vorlauf ausgeschieden

- Andrei Belokrinkin
Abfahrt: 49. Platz (2:10,98 min)
Riesenslalom: 52. Platz (3:52,83 min)
Slalom: 31. Platz (2:07,86 min)

- Wassili Melnikow
Abfahrt: disqualifiziert
Riesenslalom: 45. Platz (3:48,97 min)
Slalom: 26. Platz (1:54,42 min)

Frauen
- Nina Merkulowa
Abfahrt: 27. Platz (1:48,04 min)
Riesenslalom: 40. Platz (2:12,71 min)
Slalom: disqualifiziert

- Galina Sidorowa
Abfahrt: 35. Platz (1:51,74 min)
Riesenslalom: 39. Platz (2:12,01 min)
Slalom: 26. Platz (1:42,89 min)

- Alfina Suchanowa
Abfahrt: 29. Platz (1:48,74 min)
Riesenslalom: 34. Platz (2:06,48 min)
Slalom: 25. Platz (1:41,58 min)

- Irina Turundajewskaja
Riesenslalom: disqualifiziert
Slalom: 19. Platz (1:38,26 min)

### Skilanglauf
Männer
- Anatoli Akentjew
15 km: 16. Platz (50:19,9 min)
30 km: 10. Platz (1:37:52,4 h)
50 km: 20. Platz (2:34:54,5 h)
4 × 10 km Staffel: 4. Platz (2:10:57,2 h)

- Fjodor Simaschow
15 km: 26. Platz (51:05,3 min)

- Waleri Tarakanow
15 km: 9. Platz (49:04,4 min)
30 km: 17. Platz (1:39:25,0 h)
4 × 10 km Staffel: 4. Platz (2:10:57,2 h)

- Wjatscheslaw Wedenin
30 km: 14. Platz (1:38:36,1 h)
50 km: Silber  (2:29:02,5 h)
4 × 10 km Staffel: 4. Platz (2:10:57,2 h)

- Wladimir Woronkow
15 km: 22. Platz (50:40,7 min)
30 km: 4. Platz (1:37:10,8 h)
50 km: 16. Platz (2:33:07,3 h)
4 × 10 km Staffel: 4. Platz (2:10:57,2 h)

- Igor Worontschichin
50 km: 31. Platz (2:40:48,2 h)

Frauen
- Rita Atschkina
5 km: 6. Platz (16:55,1 min)
3 × 5 km Staffel: Bronze  (58:13,6 min)

- Alewtina Koltschina
5 km: Bronze  (16:51,6 min)
10 km: 7. Platz (38:52,9 min)
3 × 5 km Staffel: Bronze  (58:13,6 min)

- Galina Kulakowa
5 km: Silber  (16:48,4 min)
10 km: 6. Platz (38:26,7 min)
3 × 5 km Staffel: Bronze  (58:13,6 min)

- Alewtina Oljunina
5 km: 20. Platz (17:43,2 min)
10 km: 11. Platz (39:10,3 min)

- Faadija Salimschanowa
10 km: 13. Platz (39:17,9 min)

### Skispringen
- Wladimir Beloussow
Normalschanze: 8. Platz (207,5)
Großschanze: Gold  (231,3)

- Gari Napalkow
Normalschanze: 14. Platz (205,4)
Großschanze: 11. Platz (203,1)

- Anatoli Scheglanow
Normalschanze: 6. Platz (211,5)
Großschanze: 8. Platz (205,7)

- Wladimir Smirnow
Großschanze: 55. Platz (148,3)
Normalschanze: 41. Platz (169,9)